# Суђење Војиславу Шешељу у Хагу
Суђење Војиславу Шешељу у Хашком трибуналу је судски процес отпочео 2003. године пред Међународним кривичним судом за бившу Југославију, а води се против Војислава Шешеља, лидера Српске радикалне странке. Процес носи ознаку IT-03-67-T.

## Оптужница
Међународни кривични суд за бившу Југославију (Хашки Трибунал) оптужио је у јануару 2003. Војислава Шешеља да је подстицао злочине против човечности и за кршење закона и обичаја ратовања на подручју Хрватске, Босне и Херцеговине и Србије. Оптужен је да је „говорима и изјавама допринео да се код извршилаца створи одлука да почине наведене злочине”.
Од њеног подизања, 15. јануара 2003. године, оптужница је мењана у шест наврата, а последњи пут 10. новембра 2008. године.
Тренутна оптужница терети Шешеља за следеће злочине:
- Прогони на политичкој, расној или верској основи
- Депортације
- Нехумане радње (принудно премештање, злочини против човечности)

Конкретни злочини над Хрватима, Муслиманима и осталим несрбима, који му се приписују за период од 1. августа 1991. до најраније септембра 1993. године на територијама Славоније, Барање, Западног Срема, Зворника, сарајевског округа, Мостара и Невесиња укључују:
1. Убиства, међу којима убиства жена и стараца
2. Држање цивила у концентрационим логорима
3. Стварање нехуманих услова за живот у концентрационим логорима
4. Убиства и честа мучења затвореника у концентрационим логорима
5. Приморавање на присилан рад

Шешељ је добровољно отишао у Хаг 24. фебруара 2003., где је у притвору четири и по године чекао почетак суђења, до новембра 2007. У међувремену је, у јесен 2005. године, сведочио на суђењу Слободану Милошевићу.

## Хронологија суђења
Током суђења су пред судско веће изашли следећи сведоци и судски вештаци.

### Ток суђења до појаве првог сведока
| Дан(и)                             | Тема                        | Транскрипти (језик: енглески) |
| ---------------------------------- | --------------------------- | ----------------------------- |
| 26. фебруара 2003.                 | Прво појављивање пред судом | 26                            |
| 25. марта 2003.                    |                             | 25-1, 25-2                    |
| 3. јула 2003.                      |                             | 3                             |
| 29. октобра 2003.                  |                             | 29                            |
| 17. фебруара 2004.                 |                             | 17                            |
| 14. јуна 2004.                     |                             | 14                            |
| 4. октобра 2004.                   |                             | 4                             |
| 31. јануара 2005.                  |                             | 31                            |
| 30. маја 2005.                     |                             | 30                            |
| 26. септембра 2005.                |                             | 26                            |
| 3. октобра 2005.                   |                             | 3                             |
| 3. новембра 2005.                  |                             | 3                             |
| 24. јануара 2006.                  |                             | 24                            |
| 19. маја 2006.                     |                             | 19                            |
| 4. јула 2006.                      |                             | 4                             |
| 14. септембра 2006.                |                             | 14                            |
| 1, 3, 8, 22, 27-28. новембра 2006. |                             | 1, 3, 8, 22, 27, 27, 28       |
| 13. март 2007.                     |                             | 13                            |
| 4. април 2007.                     |                             | 4                             |
| 2. и 22. мај 2007.                 |                             | 2, 22                         |
| 5. јун 2007.                       |                             | 5                             |
| 4. јул 2007.                       |                             | 4                             |
| 17. и 20. август 2007.             |                             | 17, 20                        |
| 27. септембар 2007.                |                             | 27                            |
| 23. октобар 2007.                  |                             | 23                            |
| 6-8. новембра 2007.                |                             | 6, 7, 8                       |
| 11-13. децембра 2007.              |                             | 11, 12, 13                    |

### Сведочења
| Р. бр. сведока | Име и презиме         | Дан(и)                              | Предмет                                             | Транскрипти (језик: енглески) |
| -------------- | --------------------- | ----------------------------------- | --------------------------------------------------- | ----------------------------- |
| 1.             | Ентони Обершал ()     | 11-13. децембра 2007.               | Говор мржње (вештак)                                |                               |
| 2.             | Горан Стопарић        | 15-17. и 22-24. јануара 2008.       | Вуковар                                             |                               |
| 3.             | Ивес Томић ()         | 29-30. јануара, 5-6. фебруара 2008. | Историја (вештак)                                   |                               |
| 4.             | ВС-004                | 7. и 12-13. фебруара 2008.          | Славонија                                           |                               |
| 5.             | Рејно Тененс ()       | 14, 19-21, 26-28. фебруара 2008.    | Војни експерт                                       |                               |
| 6.             | Младен Кулић          | 4-6. марта 2008.                    | Подравска Сатина                                    |                               |
| 7.             | ВС-021                | 6. марта 2008.                      | Овчара, 92-тер                                      |                               |
| 8.             | Вилим Карловић        | 11-12. марта 2008.                  | Вуковар                                             |                               |
| 9.             | Драгутин Бергхофер    | 12. марта 2008.                     | Вуковар, 92-тер                                     |                               |
| 10.            | Емил Чакалић          | 18-19. марта 2008.                  | Вуковар                                             |                               |
| 11.            | ВС-1013               | 25-26. марта 2008.                  | Зворник                                             |                               |
| 12.            | ВС-1015               | 27. марта 2008.                     | Зворник                                             |                               |
| 13.            | ВС-033                | 1-2. априла 2008.                   | Вуковар                                             |                               |
| -              | -                     | 3, 8-9. априла 2008.                | Прегледање видео снимака                            |                               |
| 14.            | Фадил Копић           | 9. априла 2008.                     | Зворник, 92-тер                                     |                               |
| 15.            | ВС-007                | 15-17. априла 2008.                 | Вуковар                                             |                               |
| 16.            | ВС-1065               | 22. априла 2008.                    | Зворник                                             |                               |
| 17.            | ВС-002                | 6-8. априла 2008.                   | Вуковар                                             |                               |
| 18.            | ?                     | 13-14. маја 2008.                   | Славонија                                           |                               |
| 19.            | Асим Алић             | 15, 20-21. маја 2008.               | Зворник                                             |                               |
| 20.            | Андрас Ридлмајер ()   | 21-22, 27-28. маја 2008.            | Верски објекти (вештак)                             |                               |
| 21.            | ВС-051                | 28-29. маја 2008.                   | Вуковар                                             |                               |
| 22.            | ВС-1111               | 3. јуна 2008.                       | Сарајево                                            |                               |
| 23.            | ВС-1055               | 4-6. јуна 2008.                     | Сарајево                                            |                               |
| 24.            | Перица Коблар         | 10-11. јуна 2008.                   | Сарајево                                            |                               |
| 25.            | Сафет Сејдић          | 12, 17-18. јуна 2008.               | Сарајево                                            |                               |
| 26.            | ВС-1012               | 18-19. јуна 2008.                   | Зворник                                             |                               |
| 27.            | ВС-1060               | 24-25. јуна 2008.                   | Сарајево                                            |                               |
| 28.            | ВС-1064               | 26. јуна 2008.                      | Зворник                                             |                               |
| 29.            | ?                     | 1. јула 2008.                       | Мостар                                              |                               |
| 30.            | ВС-1051               | 2. јула 2008.                       | Мостар                                              |                               |
| 31.            | ВС-1052               | 2. јула 2008.                       | Мостар, 92-тер                                      |                               |
| 32.            | ?                     | 2-3. јула 2008.                     | Мостар                                              |                               |
| 33.            | ВС-1112               | 8-10, 15-16. јула 2008.             | Снимљени телефонски разговори                       |                               |
| 34.            | ВС-1105               | 16. јула 2008.                      | Зворник, 92-тер                                     |                               |
| 35.            | ВС-1022               | 17. јула 2008.                      | Мостар                                              |                               |
| 36.            | Ибрахим Кујан         | 22. јула 2008.                      | Мостар, 92-тер                                      |                               |
| 37.            | Небојша Стојановић    | 22-23. јула 2008.                   | Вуковар                                             |                               |
| -              | Ден Саксон ()         | 23. јула 2008.                      | Истражитељ о испитивању сведока Небојше Стојановића |                               |
| 38.            | ВС-061                | 25-26. септембра 2008.              | Хртковци                                            |                               |
| 39.            | ВС-038                | 1-2. октобра 2008.                  | Зворник                                             |                               |
| 40.            | Алекса Ејић           | 7-9. октобра 2008.                  | Хртковци                                            |                               |
| 41.            | ВС-1133               | 14-15. октобра 2008.                | Хртковци                                            |                               |
| 42.            | ВС-1134               | 15. октобра 2008.                   | Хртковци, 92-тер                                    |                               |
| 43.            | Ева Табо ()           | 21-23. октобра 2008.                | Хртковци (експерт)                                  |                               |
| 44.            | ВС-016                | 28-29. октобра 2008.                | Вуковар                                             |                               |
| 45.            | Весна Босанац         | 4-5. новембра 2008.                 | Вуковар, 92-тер                                     |                               |
| 46.            | ?                     | 5-6. новембра 2008.                 | Вуковар, 92-тер                                     |                               |
| 47.            | ?                     | 6. новембра 2008.                   | Воћин, 92-тер                                       |                               |
| 48.            | Давор Стриновић       | 11. новембра 2008.                  | Избеглице (вештак)                                  |                               |
| 49.            | ВС-1093               | 12. новембра 2008.                  | Зворник                                             |                               |
| 50.            | Вишња Билић           | 18-19. новембра 2008.               | Вуковар (вештак)                                    |                               |
| 51.            | ?                     | 19. новембра 2008.                  | Хртковци                                            |                               |
| 52.            | Анамарија Радић       | 20. новембра 2008.                  | Избеглице (вештак)                                  |                               |
| 53.            | Александар Стефановић | 25-26. новембра 2008.               | Функционисање СРС                                   |                               |
| 54.            | ?                     | 26. новембра 2008.                  | 92-тер                                              |                               |
| 55.            | Љубиша Вукашиновић    | 27. новембра 2008.                  | Вуковар                                             |                               |
| 56.            | Фадил Бањановић       | 2. децембра 2008.                   | Зворник                                             |                               |
| 57.            | Сулејман Тихић        | 3-4. децембра 2008.                 | Босански Шамац                                      |                               |
| 58.            | ВС-1028               | 9. децембра 2008.                   | Бијељина                                            |                               |
| 59.            | ?                     | 10. децембра 2008.                  | Функционисање СРС                                   |                               |
| 60.            | ВС-1000               | 11. децембра 2008.                  | Босански Шамац                                      |                               |
| 61.            | ВС-0065               | 8-9. јануара 2009.                  | Вуковар                                             |                               |
| 62.            | ВС-1087               | 9. јануара 2009.                    | Зворник, 92-тер                                     |                               |
| 63.            | ВС-008                | 13-14. јануара 2009.                | Вуковар, Обреновац, Зворник                         |                               |
| 64.            | Зоран Станковић       | 15. јануара 2009.                   | Вештак                                              |                               |
| 65.            | ВС-1035               | 28-29. јануара 2009.                | Бијељина                                            |                               |
| 66.            | ?                     | 3-4. фебруара 2009.                 |                                                     |                               |
| 67.            | ВС-2000               | 4-5. фебруара 2009.                 |                                                     |                               |
| 68.            | ?                     | 4. марта 2009.                      |                                                     |                               |

### Седнице током прекида суђења
| Дан                 | Тема                                                   | Транскрипти (језик: енглески) |
| ------------------- | ------------------------------------------------------ | ----------------------------- |
| 11. фебруара 2009.  | Административна питања                                 |                               |
| 25. фебруара 2009.  | Расправа о предмету                                    |                               |
| 6. марта 2009.      | Изјашњавање о кривици по оптужници за непоштовање суда |                               |
| 12. марта 2009.     | Расправа о предмету                                    |                               |
| 26. марта 2009.     | Статусна конференција                                  |                               |
| 7. маја 2009.       | Статусна конференција                                  |                               |
| 16. јуна 2009.      | Статусна конференција                                  |                               |
| 7-8. јула 2009.     | Статусна конференција                                  |                               |
| 18. августа 2009.   | Статусна конференција                                  |                               |
| 10. септембра 2009. | Расправа о наметању браниоца                           |                               |
| 20. октобра 2009.   | Административни претрес                                |                               |
| 24. новембра 2009.  | Административни претрес                                |                               |

### Наставак сведочења
| Р. бр. сведока | Име и презиме  | Дан(и)                | Предмет                | Транскрипти (језик: енглески) |
| -------------- | -------------- | --------------------- | ---------------------- | ----------------------------- |
| 69.            | ВС-037         | 12-13. јануара 2010.  |                        |                               |
| -              | -              | 19. јануар 2010.      | Административна питања |                               |
| 70.            | Војислав Дабић | 26-27. јануара 2010.  |                        |                               |
| 71.            | ?              | 2. фебруар 2010.      |                        |                               |
| 72.            | ?              | 16-17. фебруара 2010. |                        |                               |
| -              | -              | 2. март 2010.         | Административна питања |                               |
| 73.            | ВС-1058        | 9-10. марта 2010.     |                        |                               |
| 74.            | ВС-1033        | 10. март 2010.        |                        |                               |

### Погрешно превођење
Војислав Шешељ поднео је захтеве претресном већу да наложи секретару да исправи погрешан превод са српског на енглески, као и погрешан превод са српског језика на француски у транскриптима суђења од 8. новембра 2007. године. Том приликом је Зоран Красић, један од Шешељевих правних саветника, утврдио како преводиоци „намерно греше” у превођењу, наводећи уз то низ примера где је у преводу измењен смисао онога што је изговорено. Српска радикална странка је Хашком трибуналу доставила и компакт-диск за који тврде да садржи део суђења у ком се преводиоци гласно смеју на речи Војислава Шешеља.

### Пуштање на привремену слободу
Одлуком Судског већа Хашког трибунала 6. новембра 2014, Војислав Шешељ је пуштен на привремену слободу до изрицања пресуде, како је наведено, из хуманитарних разлога.
Шешељу се здравствено стање погоршало неколико недеља раније, када су му дијагностиковане метастазе рака на јетри. Ово је потврдио и српски лекарски тим који је у притвору Хашког трибунала прегледао Шешеља. Шеф лекарског тима проф. др Милован Бојић навео је да је Шешељево здравствено стање озбиљно и да постоје елементи „животне угрожености”.
Судско веће најпре није откривало јавности услове под којима је Шешељ пуштен из притвора али су касније објавили да му нису постављени никакви посебни услови, осим да не напушта Србију, нема контакте са жртвама и сведоцима и да се врати у притвор Хашког трибунала када га позову.
Војислав Шешељ се након скоро дванаест година проведених у притвору Хашког трибунала, вратио у Србију 12. новембра 2014. На београдском аеродрому га је, поред чланова породице и страначких колега дочекало и више стотина симпатизера.

### Завршна реч
Суђење Војиславу Шешељу пред Хашким трибуналом завршено је марта 2012. извођењем завршне речи Тужилаштва и оптуженог. Шешељ је у последњем дану изношења завршне речи говорио о, како је рекао, политичким околностима који су утицали на стварање оптужнице против њега, на предмет и на покушај да се он политички уништи, односно да му се спречи политичко деловање.
Такође је рекао да је процес против њега био политички мотивисан и да је био изложен политичком прогону. „Овај процес био је процес на задату тему”, рекао је Шешељ и објаснио да је тужилаштво тек после подигнуте оптужнице почело да води истрагу како би јој прилагођавало изјаве сведока. Рекао је и да „учешће у рату и допринос српским ратним напорима није кривично дело” и упитао судије да ли у његовим говорима могу наћи „иједан фрагмент који је био битни допринос кривичном делу”.
Осврћући се на захтев тужилаштва да буде осуђен на 28 година затвора, Шешељ је оценио да „нема никакве шансе да ту казну издржи” до краја, ако на њу буде осуђен.
„Имајући у виду колики сам противник САД, НАТО, ЕУ и колико мрзим Хашки трибунал, све судије и тужиоце овде, онда је једина примерена казна доживотна робија. И то је једина казна коју могу да издржим до краја”, рекао је Шешељ.
Нагласио је и да је веома задовољан процесом зато што је „доказао да је Хашки трибунал нелегалан, антисрпски и да се служи лажима, најпрљавијим манипулацијама, да није допринео правди, него неправди и да је инструмент новог светског поретка који је гори од Хитлеровог нацизма”.

### Првостепена пресуда
Хашки трибунал је 31. марта 2016. изрекао ослобађајућу првостепену пресуду Војиславу Шешељу, без његовог присуства, по свих девет тачака оптужнице која га је теретила да је говором мржње подстицао и подржавао ратне злочине у Хрватској и БиХ и протеривање Хрвата из војвођанског села Хртковци деведесетих година прошлог века. Судско веће је жестоко критиковало рад тужилаштва наводећи да је доказни материјал био пун „нејасноћа и недоследности” а „наводни злочиначки циљ варирао по потреби оптужнице”. Шешељ је ослобођен кривице за злочине против човечности (прогон несрба на политичкој, расној и верској основи, депортацију и присилно премештање). Није крив ни за кршење закона и обичаја рата (убиства, мучење, окрутно поступање, безобзирно разарање села или пустошење које није оправдано војном нуждом, уништавање верских објеката и пљачкање јавне или приватне имовине).
Веће је утврдило да није постојао удружени злочиначки подухват чији је циљ било стварање јединствене српске државе на великим деловима територија Хрватске и БиХ, односно Велике Србије, у којем је, по оптужници, са Шешељем учествовао и тадашњи председник Србије Слободан Милошевић и други српски војни, политички и полицијски званичници.